# Protea petiolaris
Protea petiolaris là một loài thực vật có hoa trong họ Quắn hoa. Loài này được (Hiern) Baker & C.H.Wright miêu tả khoa học đầu tiên năm 1910.